# Diritto di voto (Italia)
Questa voce descrive la storia del diritto di voto in Italia.

## Storia
...Nel momento della proclamazione del Regno d'Italia (1861) il diritto di voto era riservato ai soli cittadini maschi di età superiore ai 25 anni e di elevata condizione sociale. Nel 1881 il Parlamento approvò l'estensione del diritto di voto e fu ammessa anche la media borghesia; inoltre il limite d'età fu abbassato a 21 anni.

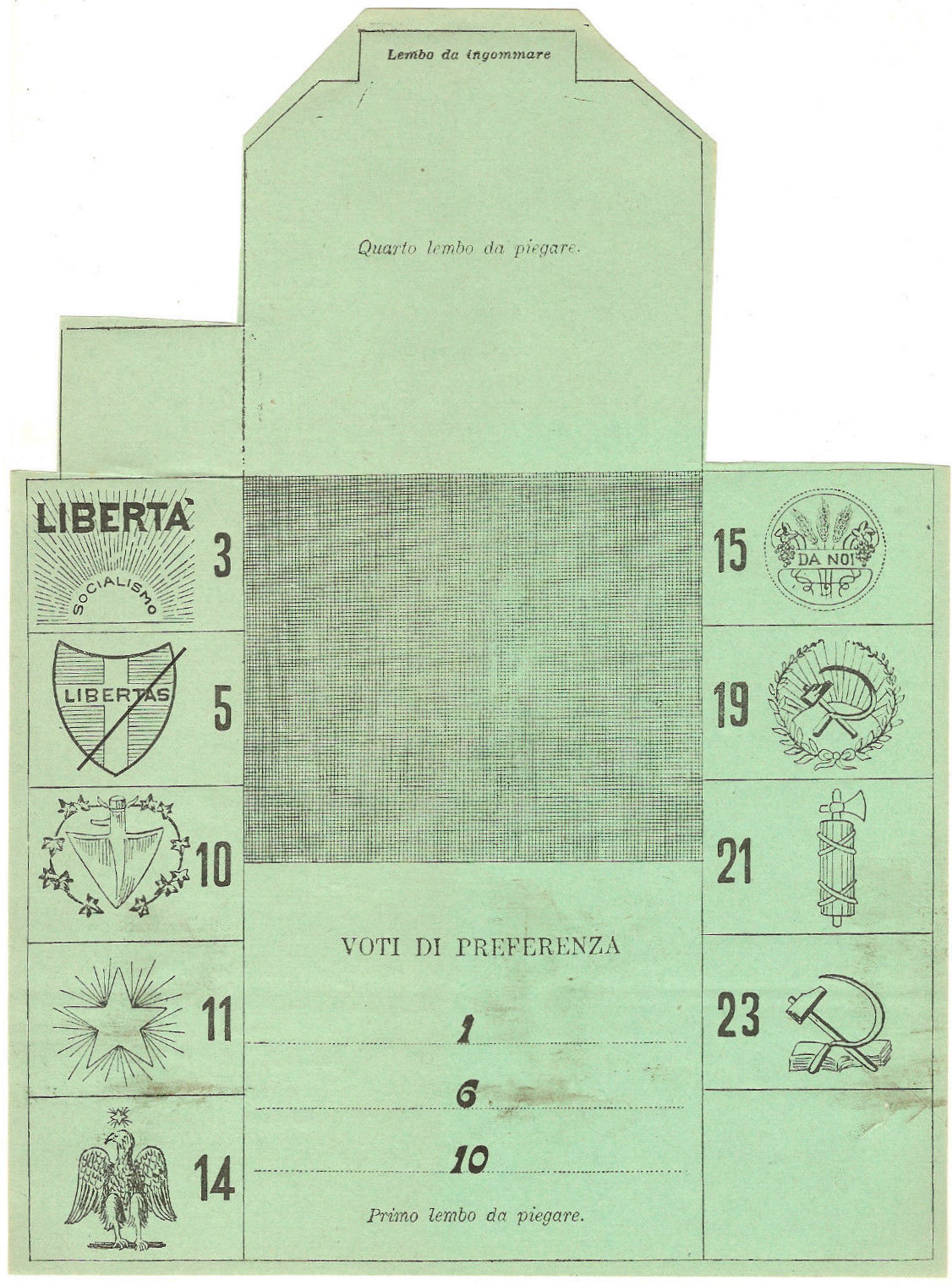
Elezioni 1924 - Facsimile di scheda elettorale

Nel 1912, su proposta di Giovanni Giolitti, il Parlamento approvò l'estensione del diritto di voto a tutti i cittadini maschi a partire dai 21 anni di età che avessero superato con buon esito l'esame di scuola elementare e tutti i cittadini di età superiore ai trenta anni indipendentemente dal loro grado di istruzione. Il suffragio universale maschile vero e proprio è stato introdotto con la legge n. 1985/1918, che ha ammesso al voto tutti cittadini maschi di età superiore ai ventuno anni, nonché i cittadini di età superiore ai diciotto anni che avessero prestato il servizio militare durante la prima guerra mondiale.
Il voto alle donne fu introdotto in parte durante il periodo fascista con la legge 22 novembre 1925 n. 2125. Tale legge limitava il diritto di voto delle donne alle sole elezioni amministrative, diritto che non poterono di fatto esercitare perché pochi mesi dopo, con la legge del 4 febbraio 1926 n. 237, gli organi elettivi dei comuni furono soppressi, sostituiti dal podestà nominato con decreto reale.
Nella Repubblica partigiana della Carnia il diritto di voto alle donne capofamiglia venne garantito alle elezioni Comunali del 1944. 
Il decreto legislativo firmato da Umberto di Savoia quale Luogotenente generale del Regno estese il voto attivo e passivo a tutte le donne maggiorenni, che votarono per la prima volta alle elezioni amministrative svoltesi nel marzo 1946.
Successivamente,  nelle elezioni del 2 giugno 1946 tutti gli italiani votarono contemporaneamente per l'Assemblea costituente, e per il referendum che chiedeva al popolo di scegliere per l'Italia la Monarchia o la Repubblica.  
La Costituzione repubblicana detta alcuni principi fondamentali in materia di voto, stabilendo che esso è personale, eguale, libero e segreto e che il suo esercizio è un «dovere civico». Questa disposizione va interpretata nel senso che la Costituzione proibisce il voto per procura, vietando così la possibilità di delegare ad altri il proprio diritto di voto e il voto plurimo, cioè la possibilità che il voto di ognuno abbia un valore numerico superiore a quello di un altro. È altresì nullo ogni patto con cui un elettore si obbliga a votare in un certo modo.

### Dagli anni novanta
Attualmente in Italia il voto è un diritto di tutti i cittadini maggiorenni. Fino al 2021 per l'elezione del Senato era obbligatorio avere almeno 25 anni.
L’8 luglio 2021, il parlamento ha approvato in via definitiva il disegno di legge costituzionale di modifica all’articolo 58 della Costituzione che regola l’elezione del Senato. La riforma approvata ha modificato l’età necessaria per eleggere i senatori, portandola da 25 a 18 anni di età. Pertanto, chiunque abbia compiuto la maggiore età può votare sia per la Camera dei Deputati che per il Senato della Repubblica.
Il voto è ritenuto un dovere etico e morale, ma dal vero punto di vista giuridico l'obbligo e le eventuali conseguenze giuridiche per gli inadempienti sono cessate a seguito dell'abrogazione del dpr n.361 del 30 marzo 1957, nel 1993:
L’elettore che non abbia esercitato il diritto di voto, deve darne giustificazione al sindaco [...]. L’elenco di coloro che si astengono dal voto (…) senza giustificato motivo è esposto per la durata di un mese nell’albo comunale. Per il periodo di cinque anni la menzione ‘non ha votato’ è iscritta nei certificati di buona condotta»
(artt. 4 e 115, dpr n. 361 del 30 marzo 1957)
Resta l'art. 48 della Costituzione (il voto è un dovere civico), ma nella pratica è un diritto anche liberamente non esercitabile. Ciò vale per tutte le tipologie di consultazioni elettorali (enti locali, Parlamento, Unione Europea, referendum abrogativo), poiché la disposizione abrogata e l'art. 48 cui dava attuazione sono nel titolo IV della Carta Fondamentale; prima di allora l'assenza al voto doveva essere motivata in forma scritta al sindaco del comune di residenza, e poteva ad esempio essere valutata negativamente ai fini del superamento di un bando di concorso pubblico.